# Pacte de San José de Flores
Le pacte de San José de Flores (appelé également pacte Union San José de Flores, pacte d’Union nationale ou convention d’Union) est le traité signé le 11 novembre 1859 entre la Confédération argentine et l’État de Buenos Aires. Il faisait suite à la bataille de Cepeda d’octobre 1859, laquelle se solda par la défaite des troupes de Buenos Aires. 
Le pacte fixait les modalités d’intégration de l’État de Buenos Aires dans la Confédération argentine, stipulant notamment que cette adhésion fût entérinée par l’adoption (moyennant révision préalable) de la constitution argentine de 1853 et par un serment solennel de fidélité à celle-ci. 

## Antécédents
Depuis fin 1852, l’Argentine se trouvait divisé en deux États séparés, qui n’avaient en commun, en fait de domaines de compétence, que la diplomatie et le commerce extérieur : d’une part, la Confédération argentine, composée des treize provinces dites de l’intérieur, et d’autre part, l’État de Buenos Aires, constituée par la seule province actuelle de Buenos Aires. Cette division du pays résultait du refus de Buenos Aires de ratifier l’accord de San Nicolás, conclu à l’issue de la bataille de Caseros, et de sanctionner, aux côtés des autres provinces, la constitution argentine de 1853.
Cette bipartition contrariait davantage la Confédération que Buenos Aires, étant donné que la douane de Buenos Aires, principal source de recettes pour l’État, demeurait entre les mains du gouvernement portègne. En outre, lors même que, formellement, les pays européens et américains ne reconnaissaient que la seule Confédération, leurs personnels diplomatiques préféraient résider à Buenos Aires, cité beaucoup plus grande et plus commode que ce qui était alors la petite capitale de la Confédération, la ville de Paraná.
Le gouvernement portègne pouvait s’appuyer sur quelques alliés dans l’intérieur, en particulier le gouverneur de la province de Santiago del Estero, Manuel Taboada, et de puissants partis libéraux dans les provinces de Salta, de Corrientes, de Tucumán et de San Juan. 
La guerre éclata entre la Confédération argentine et l’État de Buenos Aires lorsque les libéraux de San Juan eurent réussi, par l’assassinat du caudillo fédéraliste Nazario Benavídez, à s’emparer du gouvernorat provincial. Le conflit militaire ne dura guère, et fondamentalement se réduisit à la bataille de Cepeda du 23 octobre 1859, remportée par la Confédération.

## Pourparlers

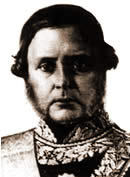
Le général Justo José de Urquiza.

Après la bataille, tandis que la presse de Buenos Aires et le gouverneur Valentín Alsina proféraient des injures contre les fédéraux, appelant le peuple à défendre à tout prix la capitale, le général vaincu, Bartolomé Mitre, se repliait sur la ville avec son infanterie.
Le président de la Confédération argentine, Justo José de Urquiza, avait reçu ordre du Congrès national de réincorporer Buenos Aires par la force, toutefois il privilégia — la victoire déjà acquise — la négociation. Lors de son avancée vers la capitale, il fit publier une proclamation ainsi conçue : 
« J’ai offert la paix avant de combattre et de triompher. La victoire, et deux mille prisonniers  traités comme des frères, sont la preuve que j’apporte de la sincérité de mes bons sentiments et de mes loyales promesses. Je ne viens pas, comme l’assurent vos oppresseurs, vous soumettre à la domination arbitraire d’un homme ; je viens pour arracher à vos maîtres le pouvoir avec lequel ils vous conduisent sur une voie aberrante, pour vous le restituer... Du champ de bataille, je vous salue avec l’étreinte du frère. Intégrité nationale, liberté, fusion, voilà quels sont mes propos. »

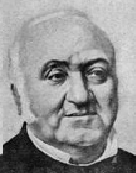
Le gouverneur Felipe Llavallol.

Urquiza cherchait à éviter la répétition de ce qui s’était passé en 1853, pendant le siège mis devant Buenos Aires par Hilario Lagos, au cours duquel le moral des assaillants s’effondra complètement. Il proposa de faire la paix et de s’atteler immédiatement à construire l’union nationale ; à défaut cependant, il attaquerait la ville.
Peu avant la bataille de Cepeda, le général Francisco Solano López, fils du président paraguayen Carlos Antonio López, s’était offert à intercéder entre les parties en conflit, et se trouvait encore à Buenos Aires au moment où l’on apprit la nouvelle de la défaite portègne. C’est à nouveau lui qui présenta alors au gouverneur Alsina les prémisses de négociation posées par Urquiza. Parmi celles-ci se détachaient en particulier la première, qui, succinctement, disait intégrité nationale ; la deuxième, qui promettait que la constitution nationale pourrait être révisée par l’État de Buenos Aires, mais pas avant 1863 ; et la cinquième, par laquelle Urquiza s’engageait à ne pas châtier les responsables de la révolution portègne de 1852.
Peu après, l’armée de la Confédération dressait son campement dans le village de San José de Flores, très proche de la capitale. C’est là que se rendirent les médiateurs portègnes : Juan Bautista Peña, Carlos Tejedor et Antonio Cruz Obligado. Pour mener les pourparlers au nom de la Confédération, Urquiza nomma Tomás Guido, Juan Esteban Pedernera et Daniel Aráoz.
Les émissaires de Buenos Aires requéraient le retrait de l’armée nationale de la province, mais les fédéraux refusèrent de poursuivre les négociations aussi longtemps que cette exigence ne serait pas rétractée, ce qui fut fait. Pendant quelques jours, les pourparlers se déroulèrent amicalement, jusqu’à ce que, le 7 novembre, Urquiza exigeât le remplacement du gouvernement portègne au complet, sans exclure Alsina lui-même. Les pourparlers furent alors interrompus.
Mis au courant de ce qu’Alsina avait refusé, Urquiza ordonna de commencer à marcher sur Buenos Aires. Sur instance de López, Urquiza différa l’offensive, mais pour 24 heures seulement. Le 8 novembre, un groupe de membres de la législature de Buenos Aires sollicita le gouverneur de démissionner, argumentant que son maintien dans la fonction de gouverneur « était en ce moment inutile pour la paix comme pour la guerre ».
Alsina imagina un plan absurde : retirer le gouvernement hors de la ville et le transférer dans le sud de la province, où serait constituée une nouvelle armée. Il consulta à ce propos Mitre, qui repoussa totalement ce plan. Faute d’appui, Alsina et le ministre Dalmacio Vélez Sarsfield remirent leur démission. Pour suppléer Alsina au gouvernement, l’on désigna le président du sénat provincial, Felipe Llavallol.
López mit à profit cette démission pour demander, et obtenir, d’Urquiza une suspension des hostilités pour une plus longue durée. Les pourparlers purent continuer.

## Stipulations du pacte
Le 9 novembre, Francisco Solano López entama une série presque ininterrompue d’entrevues avec les négociateurs des deux camps. Le 11, le pacte fut finalement signé et l’on put alors procéder à l’échange des prisonniers de guerre.
Le texte final du pacte était fort semblable à la proposition faite par Urquiza antérieurement à Cepeda, avec quelques adaptations. Les clauses les plus importantes étaient :
- Buenos Aires se déclarait partie intégrante de la Confédération argentine.

- Le gouvernement portègne devait convoquer une convention provinciale, chargée de réviser la constitution nationale et habilitée à proposer des modifications à celle-ci.

- Au cas où des modifications seraient proposées, elles devaient être discutées par une convention nationale constituante, devant se réunir à Santa Fe, avec la participation de l’ensemble des provinces.

- Le territoire de Buenos Aires ne pouvait être divisé sans l'assentiment de sa législature. Ce point était particulièrement important, compte tenu que la constitution établissait que la capitale du pays était la ville de Buenos Aires, et qu’elle devait être fédéralisée.

- Buenos Aires s’abstiendrait dorénavant de maintenir des relations diplomatiques avec d’autres États.

- La province de Buenos Aires garderait toutes ses propriétés et tous ses édifices publics, à l’exception de la douane, qui deviendrait propriété de l’État national.

- Un oubli perpétuel de toutes les causes qui avaient provoqué la désunion serait décrété, ceci incluant une ample amnistie pour tous ceux qui avaient eu part aux dissensions passées.

- L’armée nationale se retirerait de la province de Buenos Aires.

Le pacte fut signé par Juan Bautista Peña et Carlos Tejedor, au nom de l’État de Buenos Aires, par Tomás Guido, Daniel Aráoz et Juan Esteban Pedernera au nom de la Confédération argentine, et par le général paraguayen Francisco Solano López au titre de médiateur.

## Révision de la constitution
La province de Buenos Aires convoqua une Convention constituante en accord avec ses propres lois électorales, laquelle Convention proposa une série de modifications de la constitution argentine. Quelques-unes d’entre elles étaient de pure forme, comme la suppression de phrases telles que « exécutions à la lance et au couteau », ou la substitution du terme de Nation argentine à celui de Confédération argentine.
D’autres en revanche étaient plus importantes, comme l’abolition de l’exigence d’une approbation préalable du Congrès avant que les constitutions provinciales ne pussent entrer en vigueur, ou l’exonération de la banque de la Province de Buenos Aires de toute imposition nationale. D’autre part, l’on proposa de modifier la forme des interventions fédérales. Il fut proposé en outre d’éliminer l’article disposant que « les autorités qui exercent le gouvernement fédéral résident dans la ville de Buenos Aires, qui est déclarée capitale de la Confédération par voie d’une loi spéciale », et de le remplacer par « (…) résident dans la ville qui a été déclarée capitale de la République par une loi spéciale du Congrès, après cession, consentie par une ou plusieurs législatures provinciales, du territoire qu’il y aura lieu de fédéraliser ».
Mais la modification à laquelle fut attachée la plus grande importance était celle par laquelle, en contrepartie de se voir attribuer la douane de Buenos Aires, l'État national garantissait à la province le budget provincial de l’année 1858, c'est-à-dire le dernier budget normal — non le budget de guerre— que la province avait voté pendant qu’elle détenait encore ladite douane. 
Une série de détails mineurs furent discutés et avalisés par un pacte particulier le 6 juin 1860, signé par le président Santiago Derqui, le ministre Benjamín Victorica et le délégué de Buenos Aires Vélez Sarsfield. Par ce pacte particulier était notamment fixée la forme de l’élection des députés à la Convention constituante. En particulier, le général Mitre, alors gouverneur en exercice de la province de Buenos Aires, était attaché à ce que les députés des provinces fussent originaires de la province qu’ils étaient appelés à représenter et à ce qu’ils y résidassent. Cependant, le plus important était que la province fût assurée de rester en possession de la douane jusqu’à ce qu’aurait été sanctionnée formellement sa complète réincorporation dans l’État argentin, en ce compris l’intégration des députés et sénateurs portègnes dans le Congrès national.
Le 14 septembre 1860, comme la présidence du général Urquiza était arrivée à son terme, une Convention de révision (Convención  Reformadora) se réunit à Santa Fe pour se pencher sur les modifications proposées. À peine avait-on commencé à discuter que, le 23 septembre, le député Benjamín Victorica, gendre d’Urquiza, interrompit les discours et proposa de les approuver « à livre fermé », s’exclamant : 
« Entre Argentins, l’intégrité de la Nation argentine ne se discute pas : elle se fait ! »
Les propositions de révision furent approuvées sans discussion et les sessions clôturées deux jours après.

## Échec et permanence du pacte
Toutefois, la sanction de la réforme constitutionnelle de 1860 ne mit pas fin aux problèmes : Mitre et les Portègnes s’employaient à attiser les différends entre Derqui et son prédécesseur Urquiza, qui continuait d’occuper la fonction de commandant en chef de l’armée et s’était réinstallé à la tête du gouvernement de la province d’Entre Ríos. Les libéraux, alliés de Buenos Aires, parvinrent à accomplir une série d’avancées dans les provinces de l’intérieur, à la suite de quoi Derqui se vit de plus en plus contraint à s’appuyer sur Mitre et ses alliés.
Deux crises précipitèrent l’échec de l’union nationale : 1) d’abord, les libéraux de San Juan assassinèrent leur gouverneur José Antonio Virasoro en novembre 1860 ; en réaction, le général Juan Saá, nommé interventeur fédéral par Derqui, envahit la province et vainquit le nouveau gouverneur  Antonino Aberastain, qui fut exécuté ; 2) ensuite, le gouvernement de Buenos Aires, à l’encontre de ce qui avait été convenu, élut les députés de la province selon la loi provinciale, et non selon la loi nationale. Lorsque le Congrès rejeta les titres d’accréditation des députés portègnes, Mitre annonça qu’il dénonçait le pacte de San José, récusant l’autorité du président Derqui et de son Congrès, et refusant en outre de lui transférer la douane.
Ces faits agirent comme catalyseur de la deuxième phase de la guerre entre la Confédération argentine et l’État de Buenos Aires. Cette phase commença avec la victoire portègne à la bataille de Pavón, dans la foulée de laquelle l’armée de Buenos Aires envahit une à une plusieurs provinces fédéralistes de l’intérieur. Derqui démissionna, et la Confédération argentine fut de facto dissoute.
Mitre, chargé par les gouvernements provinciaux de normaliser les autorités nationales, convoqua un nouveau congrès national, dont les fédéralistes furent d’avance exclus dans quasi toutes les provinces, et sut peu après se faire élire président de la Nation, entrant en fonction en octobre 1862.
En dépit des pressions des porteñistes les plus fanatiques, Mitre décida de reconnaître le texte constitutionnel approuvé en 1860, ainsi que toutes les clauses du pacte de San José de Flores. La République argentine demeura donc unie, quoique dominée, dans les faits, par le gouvernement de Buenos Aires. Dans de telles conditions, Mitre ne vit pas d’inconvénient à ce qui la douane fût fédéralisée.
Les fédéralistes subirent ainsi une défaite totale au terme d’une longue guerre civile ; après quelques soulèvements sporadiques, ils furent définitivement écrasés vers le milieu de la décennie 1870. Néanmoins, jusqu’en 1880, la guerre civile connut encore plusieurs exacerbations, à la faveur desquelles furent tranchées notamment la question de la prééminence politique d’un parti libéral national, et, à travers la décision de fédéralisation de la ville de Buenos Aires, la question du statut de Buenos Aires comme capitale du pays.